# リンダ・フラチアニ
リンダ・スー・フラチアニ（Linda Sue Fratianne、1960年8月2日 - ）は、アメリカ合衆国カリフォルニア州ロサンゼルス出身の女性フィギュアスケート選手で現在はコーチ。1980年レークプラシッドオリンピック女子シングル銀メダリスト。1977年、1979年世界フィギュアスケート選手権女子シングルチャンピオン。

## 経歴
1976年全米フィギュアスケート選手権でドロシー・ハミルに次ぐ2位となり、同年のインスブルックオリンピックに出場し8位となる。同年にインスブルックオリンピック金メダリストのドロシー・ハミルは引退したため、リンダ・フラチアニはアメリカ女子シングルのエースとなる。
1977年に全米選手権で優勝し、同年の世界フィギュアスケート選手権も優勝し世界女王となった。1978年の世界選手権はアネット・ペッチに次ぐ2位となり、翌1979年世界選手権では再びアネット・ペッチを破り2度目の優勝を果たす。
リンダ・フラチアニの現役時代のライバルは、アネット・ペッチ、ダグマル・ルルツ、渡部絵美であったが、なかでも最大のライバルは1977年から世界選手権の優勝を分け合ってきた東ドイツのアネット・ペッチであった。アネット・ペッチは当時行われていたコンパルソリーを得意としていた反面、リンダ・フラチアニは渡部絵美と同様にコンパルソリーが苦手であり、アネット・ペッチとリンダ・フラチアニの差はコンパルソリーの出来に左右されていた。
1980年全米選手権で4度目の優勝を果たし、地元開催のレークプラシッドオリンピックでリンダ・フラチアニへの金メダルへの期待は高まった。オリンピックでリンダ・フラチアニはコンパルソリーで3位、ショートプログラムで1位、フリースケーティングで2位、一方のアネット・ペッチはコンパルソリー1位、ショートプログラム4位、フリースケーティング3位となり、リンダ・フラチアニは僅かの差でアネット・ペッチの後塵を拝し銀メダルに終わる。直後にアメリカのメディアは判定について激しいバッシングを始めた。（アメリカのメディアが判定について激しいバッシングを行う光景は2002年ソルトレークシティオリンピックで再び繰り返されることになる。）
1980年の世界選手権後に引退。現在はコーチとして活動を続けている。

## 主な戦績
| 大会/年      | 1974-75 | 1975-76 | 1976-77 | 1977-78 | 1978-79 | 1979-80 |
| ------------ | ------- | ------- | ------- | ------- | ------- | ------- |
| オリンピック |         | 8       |         |         |         | 2       |
| 世界選手権   |         |         | 1       | 2       | 1       | 3       |
| 全米選手権   | 7       | 2       | 1       | 1       | 1       | 1       |